# 元行恭
元行恭（?—?），河南郡洛阳县人，追尊魏昭成帝拓跋什翼犍后裔，元文遥之子。
元行恭美姿貌，北齐後主时为省右户郎。官至中书舍人，待诏文林馆。隋代开皇年間官位尚书郎。工書法，尤長於行书。徙瓜州卒。